# Una píndola amarga
Una píndola amarga (títol original en alemany, Was wir wussten – Risiko Pille) és un telefilm alemany del 2019. Dirigit per Isa Prahl, el guió va ser escrit per Eva Zahn i Volker A. Zahn. Va ser produït per NDR pel canal Das Erste i es va estrenar el setembre de 2019 al Festival Internacional de Cinema d'Oldenburg. S'ha doblat al català per TV3.